# Port lotniczy Gusz Katif
Port lotniczy Gusz Katif (ang. Gush Katif Airport) – nieczynny port lotniczy zlokalizowany w Strefie Gazy, w Chan Junus (Autonomia Palestyńska).